# Ignacio Javier Gómez Novo
Nacho Novo (Ferrol, Galícia, 26 de març de 1979) és un exfutbolista gallec que jugava com a davanter.

## Trajectòria

### Inicis
Va començar la seva carrera professional a l'UD Somozas, equip filial del Racing Club de Ferrol. Posteriorment va fer el salt a la Sociedad Deportiva Huesca on hi va jugar durant dues temporades, amb l'equip aragonès va aconseguir l'ascens a la Segona Divisió B.

### Etapa a Escòcia

#### Raith Rovers
Novo va fitxar pel Raith Rover el juliol del 2001. Va debutar marcant contra l'Airdrieonians FC i va acabar la temporada amb 22 gols en 38 partits oficials.

#### Dundee
Els seus registres golejadors van cridar l'atenció dels equips de la Scottish Premier League, així, el juliol del 2002 firmava del Dundee United, el traspàs es va tancar amb un acord per 100.000£. El seu debut en la màxima categoria del futbol escocès va ser el 3 d'agost del 2002 contra el Hearts FC. Els seus primers gola van ser el 17 d'agost contra el Dunfermline Athletic FC. La primera temporada va completar un registre golejador de 9 gols.
Durant la seva segona temporada els registres golejadors es van disparar fins a arribar a la xifra de 25 gols. En finalitzar la temporada el Celtic de Glasgow i el Glasgow Rangers van disputar-se el seu fitxatge, que finalment caigué en favor dels protestants.
En l'equip de Glasgow va aconseguir els seus majors èxits com a jugador, ja que va conquistar fins a sis títols oficials.

#### Glasgow Rangers
El 6 de juliol del 2004 es va oficialitzar el seu fitxatge pel Glasgow Rangers, un traspàs que es va tancar a raó d'unes 450.000£.

### SD Huesca
Després del seu pas per l'Sporting i el Legia, tretze anys després tornà al seu primer equip professional, el Huesca. L'equip va perdre la categoria aquell any, descendint a la Segona divisió B. D'aquesta manera finalitzà la seua vinculació amb el club aragonès.

### Greenock Morton
El 2013 va tornar a Escòcia, la seua segona casa. Va arribar a aquest modest equip, de la segona divisió escocesa, amb la carta de llibertat sota el braç i va firmar fins al gener del 2014.

### Carlisle United
Durant el mercat d'hivern d'aquell any va firmar un nou contracte per un breu període, aquest cop amb el Carlisle United anglès. De la mateixa manera que amb el Greenock, a l'acabar la temporada va abandonar l'equip després de jugar sis partits i no marcar cap gol.

### CarolinaRailHawks
L'estiu del 2014 aterrà a nord-amèrica, al Carolina RailHawks de l'MLS.

## Palmarès
- 3 Scottish Premier League: 2004/05, 2008/09 i 2009/10.
- 1 Copa d'Escòcia: 2009.
- 2 Copes de la Lliga d'Escòcia: 2005 i 2010.